# Мусаоглу, Ремзи
Ремзи Мусаоглу (тур. Remzi Musaoğlu, болг. Ремзи Мусов; 25 января 1965, Кырджалийский округ) — болгарский, затем турецкий борец вольного стиля, тренер олимпийской команды Турции.

## Биография
Родился в турецкой общине Болгарии. Начал заниматься борьбой вольного стиля в 1977 г., его стандартной весовой категорией на протяжении всей карьеры был вес до 57 кг. Согласно сообщению Болгарской федерации борьбы, Ремзи Мусов был серебряным призёром чемпионата мира 1984 года в категории "подающие надежду", чемпионом Европы среди молодёжи 1984 года и участвовал в Олимпийских играх 1988 года под именем Валентин Иванов. Внутри страны одерживал победы в схватках с сильными соперниками, в т.ч. с 3-кратным чемпионом Европы Стефаном Ивановым, чемпионом Европы 1986 года Георгием Калчевым, победителем суперчемпионата мира 1986 года Албеном Кумбаровым и Руменом Павловым. Тренировался под руководством Тодора Галабова.
В 1990 году эмигрировал в Турцию и сразу же стал одним из лучших борцов страны. По результатам национального чемпионата был включен в олимпийскую сборную команду Турции и начал участвовать в престижных международных турнирах. Тренировался под руководством Исмаила Низамоглу. В 1994 году оставил карьеру борца и перешёл на тренерскую работу.
Выделялся физической силой, был одним из самых техничных борцов Турции. В активе турецкого борца имеются победы над такими известными спортсменами как Кендалл Кросс, Сергей Смаль, Румен Павлов, Ахмет Ак, Азизов Абдулазиз и т.д..
В качестве тренера участвовал в создании книги и методических материалов по технике и тактике борьбы.

## Спортивные достижения
За Турцию:
- Чемпион Европы по борьбе 1993;
- Участник Олимпийских игр 1992 года;
- Серебряный призёр чемпионата Европы 1992 г.;
- Серебряный призёр чемпионата Европы 1991 г. ( турецкий борец проиграл финал из-за ошибки судьи, который не засчитал ему несколько баллов за отчётливые технические действия. Журнал Der Ringer , № 5/1991, стр. 13, Германия);
- Победитель международного турнира "Яшар Догу" 1991 года;
- Серебряный призёр Игр Доброй воли 1990 года;
- Многократный чемпион Турции

За Болгарию:
- Участник Олимпийских Игр 1988 года (под именем Валентин Иванов);
- Серебряный призёр FILA Grand Prix Gala 1988 года (под именем Валентин Иванов);
- Победитель турнира Дан Колов 1988 года;
- Трёхкратный чемпион Болгарии (1987, 1988, 1989 гг.);
- Чемпион Европы среди молодёжи 1984 года;
- Серебряный призёр чемпионата мира 1984 года в категории Espoir.